# Struga Kurowska
Struga Kurowska – struga, lewostronny dopływ Kurówki o długości 6,35 km i powierzchni zlewni 32,08 km²
Struga przepływa przez Klementowice i Kurów. Jej dopływem jest Potok Klementowicki.